# Adel (Iowa)
Adel – miasto w Stanach Zjednoczonych, w stanie Iowa, siedziba hrabstwie Dallas. W 2013 liczyło 4047 mieszkańców. W 2023 liczba mieszkańców wzrosła do 6474 osób, a gęstość zaludnienia przekroczyła 466 osób/km².

## Ludność
Tabela przedstawia zmiany liczby mieszkańców miasta Adel w latach 1860-2023.: